# Japalura yunnanensis
Espèce
Japalura yunnanensis est une espèce de sauriens de la famille des Agamidae.

## Répartition
Cette espèce se rencontre :
- dans l’État Kachin en Birmanie ;
- au Yunnan en République populaire de Chine.

Sa présence en Thaïlande est incertaine.

## Étymologie
Son nom d'espèce, composé de yunnan et du suffixe latin -ensis, « qui vit dans, qui habite », lui a été donné en référence au lieu de sa découverte, le Yunnan.

## Publication originale
- Anderson, 1879 "1878" : Anatomical and Zoological Researches: Comprising an Account of the Zoological Results of the Two Expeditions to Western Yunnan in 1868 and 1875; and a Monograph of the Two Cetacean Genera Platanista and Orcella, London, Bernard Quaritch vol. 1 (texte intégral) et vol. 2 (texte intégral).